# Dan Gurney
Daniel Sexton Gurney (Port Jefferson, New York, SAD, 13. lipnja 1931. – Newport Beach, Kalifornija, SAD, 14. siječnja 2018.) je bivši američki vozač automobilističkih utrka. Pobjednik je utrka Formule 1, IndyCara, NASCAR-a, Can-Am serije, Trans-Am serije i 24 sata Le Mansa.

## Rezultati u Formuli 1
| Sezona | Momčad                                                    | Šasija                 | Motor                             | Utrke | Pobjede | Podiji | Bodovi | Plasman |
| ------ | --------------------------------------------------------- | ---------------------- | --------------------------------- | ----- | ------- | ------ | ------ | ------- |
| 1959.  | Scuderia Ferrari                                          | Ferrari Dino 246       | Ferrari 155 2.4 V6                | 4     | 0       | 2      | 13     | 7.      |
| 1960.  | Owen Racing Organisation                                  | BRM P48                | BRM P25 2.5 L4                    | 7     | 0       | 0      | 0      | —       |
| 1961.  | Porsche System Engineering                                | Porsche 718 / 787      | Porsche 547/6 1.5 F4              | 8     | 0       | 3      | 21     | 4.      |
| 1962.  | Porsche System Engineering Autosport Team Wolfgang Seidel | Porsche 804 / Lotus 24 | Porsche 753 1.5 F8 BRM P56 1.5 V8 | 8 (7) | 1       | 2      | 15     | 5.      |
| 1963.  | Brabham Racing Organisation                               | Brabham BT7            | Climax FWMV 1.5 V8                | 10    | 0       | 3      | 19     | 5.      |

## Vanjske poveznice
- Dan Gurney na racing-reference.info